# Ilustrowana encyklopedia dla wszystkich. Chemia
Ilustrowana encyklopedia dla wszystkich. Chemia – polska encyklopedia chemiczna z serii Ilustrowanych encyklopedii dla wszystkich, popularnonaukowych encyklopedii poświęconych różnym działom nauki i techniki wydanych przez Wydawnictwa Naukowo-Techniczne w okresie PRL .

## Historia
Encyklopedia opracowana została przez Dział Encyklopedii Techniki WNT i wydana została w Warszawie w latach 1985–1991 przez Wydawnictwa Naukowo-Techniczne. Przeznaczona była dla wszystkich, którzy interesują się nauką i techniką, a w szczególności dla uczniów szkół zawodowych i ogólnokształcących. Podczas prac redakcyjnych przyjęto założenie, że czytelnik ma wykształcenie na poziomie szkoły ponadpodstawowej .
Książka stanowi zamkniętą całość, niezależną od innych tomów, która może być kupiona oddzielnie. Zawiera podstawowe informacje z różnych dziedzin chemii oraz pokrewnych nauk. Objęła ok. 2000 haseł ułożonych w porządku alfabetycznym na 343 stronach. Zawiera czarno-białe i kolorowe zdjęcia, rysunki, tabele. Encyklopedia miała 2 wydania w 1980  oraz 1990 .